# Ster ZLM Toer 2019
La 32.ª edición de la competición ciclista ZLM Tour fue una carrera de ciclismo en ruta por etapas que se celebró entre el 19 y el 23 de junio de 2019 en los Países Bajos, con inicio en la ciudad de Yerseke y final en la ciudad de Tilburgo sobre un recorrido de 714,3 kilómetros.
La carrera formó parte del UCI Europe Tour 2019 dentro de la categoría UCI 2.1. El vencedor final fue el neerlandés Mike Teunissen del Jumbo-Visma seguido del noruego Amund Grøndahl Jansen, también del Jumbo-Visma, y el danés Mads Würtz Schmidt del Katusha-Alpecin.

## Equipos participantes
Tomaron parte en la carrera 17 equipos: 4 de categoría UCI WorldTour 2019 invitados por la organización; 6 de categoría Profesional Continental; y 7 de categoría Continental. Formando así un pelotón de 115 ciclistas de los que acabaron 101. Los equipos participantes fueron:
| WorldTeams (4)- Team Jumbo-Visma - Lotto Soudal - Katusha-Alpecin - Team Sunweb Equipos continentales profesionales (6)- Burgos-BH - Euskadi Basque Country-Murias - Roompot-Charles - Sport Vlaanderen-Baloise - Wanty-Groupe Gobert - Wallonie Bruxelles Equipos continentales (7)- Alecto - Metec-TKH Continental Cyclingteam p/b Mantel - Monkey Town-à Bloc CT - Pro Racing Sunshine Coast - Differdange-GeBa - Vlasman CT - Tarteletto-Isorex |
| |

## Recorrido
El ZLM Tour dispuso de cinco etapas para un recorrido total de 714,3 kilómetros, dividido en un Prólogo, tres etapas llanas y una etapa de media montaña.
| Etapa     | Fecha     | Recorrido              | type                    | Distancia (km) | Ganador               | Líder          |
| --------- | --------- | ---------------------- | ----------------------- | -------------- | --------------------- | -------------- |
| Prólogo   | 19 de jun | Yerseke – Yerseke      | contrarreloj individual | 6,8            | Jos van Emden         | Jos van Emden  |
| 1.ª etapa | 20 de jun | Bredene – Heinkenszand | etapa llana             | 197,7          | Dylan Groenewegen     | Jos van Emden  |
| 2.ª etapa | 21 de jun | Etten-Leur – Buchten   | etapa llana             | 168,1          | Dylan Groenewegen     | Mike Teunissen |
| 3.ª etapa | 22 de jun | Buchten – Landgraaf    | etapa escarpada         | 171,4          | Amund Grøndahl Jansen | Mike Teunissen |
| 4.ª etapa | 23 de jun | Eindhoven – Tilburg    | etapa llana             | 170,1          | Caleb Ewan            | Mike Teunissen |

### Prólogo
| Yerseke - Yerseke | contrarreloj individual | (6,8 km) |

| \| Clasificación de la etapa \| Clasificación de la etapa \| Clasificación de la etapa \| Clasificación de la etapa \| Clasificación de la etapa \| \| Ciclista \| Ciclista \| Equipo \| Tiempo \| \| \| ------------------------- \| ------------------------- \| ------------------------- \| ------------------------- \| ------------------------- \| \| 1.º \| Jos van Emden \| Team Jumbo-Visma \| 7 min 54 s \| \| \| 2.º \| Mike Teunissen \| Team Jumbo-Visma \| + 2 s \| \| \| 3.º \| Tony Martin \| Team Jumbo-Visma \| + 2 s \| \| \| 4.º \| Alex Dowsett \| Katusha-Alpecin \| + 4 s \| \| \| 5.º \| Max Walscheid \| Team Sunweb \| + 6 s \| \| \| 6.º \| Cees Bol \| Team Sunweb \| + 8 s \| \| \| 7.º \| Mads Würtz \| Katusha-Alpecin \| + 11 s \| \| \| 8.º \| Jasper De Buyst \| Lotto-Soudal \| + 14 s \| \| \| 9.º \| Jenthe Biermans \| Katusha-Alpecin \| + 16 s \| \| \| 10.º \| Asbjørn Kragh Andersen \| Team Sunweb \| + 18 s \| \| |                        |                  |            |
| |                        |                  |            |
| Fuente: ProCyclingStats |                        |                  |            |
| Clasificación de la etapa |                        |                  |            |
| Ciclista | Ciclista               | Equipo           | Tiempo     |
| 1.º | Jos van Emden          | Team Jumbo-Visma | 7 min 54 s |
| 2.º | Mike Teunissen         | Team Jumbo-Visma | + 2 s      |
| 3.º | Tony Martin            | Team Jumbo-Visma | + 2 s      |
| 4.º | Alex Dowsett           | Katusha-Alpecin  | + 4 s      |
| 5.º | Max Walscheid          | Team Sunweb      | + 6 s      |
| 6.º | Cees Bol               | Team Sunweb      | + 8 s      |
| 7.º | Mads Würtz             | Katusha-Alpecin  | + 11 s     |
| 8.º | Jasper De Buyst        | Lotto-Soudal     | + 14 s     |
| 9.º | Jenthe Biermans        | Katusha-Alpecin  | + 16 s     |
| 10.º | Asbjørn Kragh Andersen | Team Sunweb      | + 18 s     |

| \| Clasificación general \| Clasificación general \| Clasificación general \| Clasificación general \| Clasificación general \| \| Ciclista \| Ciclista \| Equipo \| Tiempo \| \| \| --------------------- \| ---------------------- \| --------------------- \| --------------------- \| --------------------- \| \| 1.º \| Jos van Emden \| Team Jumbo-Visma \| 7 min 54 s \| \| \| 2.º \| Mike Teunissen \| Team Jumbo-Visma \| + 2 s \| \| \| 3.º \| Tony Martin \| Team Jumbo-Visma \| + 2 s \| \| \| 4.º \| Alex Dowsett \| Katusha-Alpecin \| + 4 s \| \| \| 5.º \| Max Walscheid \| Team Sunweb \| + 6 s \| \| \| 6.º \| Cees Bol \| Team Sunweb \| + 8 s \| \| \| 7.º \| Mads Würtz \| Katusha-Alpecin \| + 11 s \| \| \| 8.º \| Jasper De Buyst \| Lotto-Soudal \| + 14 s \| \| \| 9.º \| Jenthe Biermans \| Katusha-Alpecin \| + 16 s \| \| \| 10.º \| Asbjørn Kragh Andersen \| Team Sunweb \| + 18 s \| \| |                        |                  |            |
| |                        |                  |            |
| Fuente: ProCyclingStats |                        |                  |            |
| Clasificación general |                        |                  |            |
| Ciclista | Ciclista               | Equipo           | Tiempo     |
| 1.º | Jos van Emden          | Team Jumbo-Visma | 7 min 54 s |
| 2.º | Mike Teunissen         | Team Jumbo-Visma | + 2 s      |
| 3.º | Tony Martin            | Team Jumbo-Visma | + 2 s      |
| 4.º | Alex Dowsett           | Katusha-Alpecin  | + 4 s      |
| 5.º | Max Walscheid          | Team Sunweb      | + 6 s      |
| 6.º | Cees Bol               | Team Sunweb      | + 8 s      |
| 7.º | Mads Würtz             | Katusha-Alpecin  | + 11 s     |
| 8.º | Jasper De Buyst        | Lotto-Soudal     | + 14 s     |
| 9.º | Jenthe Biermans        | Katusha-Alpecin  | + 16 s     |
| 10.º | Asbjørn Kragh Andersen | Team Sunweb      | + 18 s     |

### 1.ª etapa
| Bredene - Heinkenszand | etapa llana | (197,7 km) |

| \| Clasificación de la etapa \| Clasificación de la etapa \| Clasificación de la etapa \| Clasificación de la etapa \| Clasificación de la etapa \| \| Ciclista \| Ciclista \| Equipo \| Tiempo \| \| \| ------------------------- \| ------------------------- \| ------------------------- \| ------------------------- \| ------------------------- \| \| 1.º \| Dylan Groenewegen \| Team Jumbo-Visma \| 4 h 20 min 37 s \| \| \| 2.º \| Emīls Liepiņš \| Wallonie Bruxelles \| + 0 s \| \| \| 3.º \| Caleb Ewan \| Lotto-Soudal \| + 0 s \| \| \| 4.º \| Jens Debusschere \| Katusha-Alpecin \| + 0 s \| \| \| 5.º \| Boris Vallée \| Wanty-Gobert \| + 0 s \| \| \| 6.º \| Amaury Capiot \| Sport Vlaanderen-Baloise \| + 0 s \| \| \| 7.º \| Daniel López Parada \| Burgos-BH \| + 0 s \| \| \| 8.º \| Milan Menten \| Sport Vlaanderen-Baloise \| + 0 s \| \| \| 9.º \| Mads Würtz \| Katusha-Alpecin \| + 0 s \| \| \| 10.º \| Arvid de Kleijn \| Metec-TKH-Mantel \| + 0 s \| \| |                     |                          |                 |
| |                     |                          |                 |
| Fuente: ProCyclingStats |                     |                          |                 |
| Clasificación de la etapa |                     |                          |                 |
| Ciclista | Ciclista            | Equipo                   | Tiempo          |
| 1.º | Dylan Groenewegen   | Team Jumbo-Visma         | 4 h 20 min 37 s |
| 2.º | Emīls Liepiņš       | Wallonie Bruxelles       | + 0 s           |
| 3.º | Caleb Ewan          | Lotto-Soudal             | + 0 s           |
| 4.º | Jens Debusschere    | Katusha-Alpecin          | + 0 s           |
| 5.º | Boris Vallée        | Wanty-Gobert             | + 0 s           |
| 6.º | Amaury Capiot       | Sport Vlaanderen-Baloise | + 0 s           |
| 7.º | Daniel López Parada | Burgos-BH                | + 0 s           |
| 8.º | Milan Menten        | Sport Vlaanderen-Baloise | + 0 s           |
| 9.º | Mads Würtz          | Katusha-Alpecin          | + 0 s           |
| 10.º | Arvid de Kleijn     | Metec-TKH-Mantel         | + 0 s           |

| \| Clasificación general \| Clasificación general \| Clasificación general \| Clasificación general \| Clasificación general \| \| Ciclista \| Ciclista \| Equipo \| Tiempo \| \| \| --------------------- \| --------------------- \| --------------------- \| --------------------- \| --------------------- \| \| 1.º \| Jos van Emden \| Team Jumbo-Visma \| 4 h 28 min 31 s \| \| \| 2.º \| Mike Teunissen \| Team Jumbo-Visma \| + 2 s \| \| \| 3.º \| Tony Martin \| Team Jumbo-Visma \| + 2 s \| \| \| 4.º \| Alex Dowsett \| Katusha-Alpecin \| + 4 s \| \| \| 5.º \| Max Walscheid \| Team Sunweb \| + 6 s \| \| \| 6.º \| Cees Bol \| Team Sunweb \| + 8 s \| \| \| 7.º \| Mads Würtz \| Katusha-Alpecin \| + 11 s \| \| \| 8.º \| Dylan Groenewegen \| Team Jumbo-Visma \| + 13 s \| \| \| 9.º \| Jasper De Buyst \| Lotto-Soudal \| + 14 s \| \| \| 10.º \| Jenthe Biermans \| Katusha-Alpecin \| + 16 s \| \| |                   |                  |                 |
| |                   |                  |                 |
| Fuente: ProCyclingStats |                   |                  |                 |
| Clasificación general |                   |                  |                 |
| Ciclista | Ciclista          | Equipo           | Tiempo          |
| 1.º | Jos van Emden     | Team Jumbo-Visma | 4 h 28 min 31 s |
| 2.º | Mike Teunissen    | Team Jumbo-Visma | + 2 s           |
| 3.º | Tony Martin       | Team Jumbo-Visma | + 2 s           |
| 4.º | Alex Dowsett      | Katusha-Alpecin  | + 4 s           |
| 5.º | Max Walscheid     | Team Sunweb      | + 6 s           |
| 6.º | Cees Bol          | Team Sunweb      | + 8 s           |
| 7.º | Mads Würtz        | Katusha-Alpecin  | + 11 s          |
| 8.º | Dylan Groenewegen | Team Jumbo-Visma | + 13 s          |
| 9.º | Jasper De Buyst   | Lotto-Soudal     | + 14 s          |
| 10.º | Jenthe Biermans   | Katusha-Alpecin  | + 16 s          |

### 2.ª etapa
| Etten-Leur - Buchten | etapa llana | (168,1 km) |

| \| Clasificación de la etapa \| Clasificación de la etapa \| Clasificación de la etapa \| Clasificación de la etapa \| Clasificación de la etapa \| \| Ciclista \| Ciclista \| Equipo \| Tiempo \| \| \| ------------------------- \| ------------------------- \| ------------------------- \| ------------------------- \| ------------------------- \| \| 1.º \| Dylan Groenewegen \| Team Jumbo-Visma \| 3 h 43 min 47 s \| \| \| 2.º \| Caleb Ewan \| Lotto-Soudal \| + 0 s \| \| \| 3.º \| Mike Teunissen \| Team Jumbo-Visma \| + 0 s \| \| \| 4.º \| Jens Debusschere \| Katusha-Alpecin \| + 0 s \| \| \| 5.º \| Boris Vallée \| Wanty-Gobert \| + 0 s \| \| \| 6.º \| Bas van der Kooij \| Monkey Town-À Bloc CT \| + 0 s \| \| \| 7.º \| Emīls Liepiņš \| Wallonie Bruxelles \| + 0 s \| \| \| 8.º \| Michael Van Staeyen \| Roompot-Charles \| + 0 s \| \| \| 9.º \| Jasper De Buyst \| Lotto-Soudal \| + 0 s \| \| \| 10.º \| Max Walscheid \| Team Sunweb \| + 0 s \| \| |                     |                       |                 |
| |                     |                       |                 |
| Fuente: ProCyclingStats |                     |                       |                 |
| Clasificación de la etapa |                     |                       |                 |
| Ciclista | Ciclista            | Equipo                | Tiempo          |
| 1.º | Dylan Groenewegen   | Team Jumbo-Visma      | 3 h 43 min 47 s |
| 2.º | Caleb Ewan          | Lotto-Soudal          | + 0 s           |
| 3.º | Mike Teunissen      | Team Jumbo-Visma      | + 0 s           |
| 4.º | Jens Debusschere    | Katusha-Alpecin       | + 0 s           |
| 5.º | Boris Vallée        | Wanty-Gobert          | + 0 s           |
| 6.º | Bas van der Kooij   | Monkey Town-À Bloc CT | + 0 s           |
| 7.º | Emīls Liepiņš       | Wallonie Bruxelles    | + 0 s           |
| 8.º | Michael Van Staeyen | Roompot-Charles       | + 0 s           |
| 9.º | Jasper De Buyst     | Lotto-Soudal          | + 0 s           |
| 10.º | Max Walscheid       | Team Sunweb           | + 0 s           |

| \| Clasificación general \| Clasificación general \| Clasificación general \| Clasificación general \| Clasificación general \| \| Ciclista \| Ciclista \| Equipo \| Tiempo \| \| \| --------------------- \| --------------------- \| --------------------- \| --------------------- \| --------------------- \| \| 1.º \| Mike Teunissen \| Team Jumbo-Visma \| 8 h 12 min 16 s \| \| \| 2.º \| Jos van Emden \| Team Jumbo-Visma \| + 2 s \| \| \| 3.º \| Dylan Groenewegen \| Team Jumbo-Visma \| + 5 s \| \| \| 4.º \| Alex Dowsett \| Katusha-Alpecin \| + 6 s \| \| \| 5.º \| Max Walscheid \| Team Sunweb \| + 6 s \| \| \| 6.º \| Cees Bol \| Team Sunweb \| + 7 s \| \| \| 7.º \| Mads Würtz \| Katusha-Alpecin \| + 13 s \| \| \| 8.º \| Jasper De Buyst \| Lotto-Soudal \| + 16 s \| \| \| 9.º \| Tony Martin \| Team Jumbo-Visma \| + 16 s \| \| \| 10.º \| Jenthe Biermans \| Katusha-Alpecin \| + 18 s \| \| |                   |                  |                 |
| |                   |                  |                 |
| Fuente: ProCyclingStats |                   |                  |                 |
| Clasificación general |                   |                  |                 |
| Ciclista | Ciclista          | Equipo           | Tiempo          |
| 1.º | Mike Teunissen    | Team Jumbo-Visma | 8 h 12 min 16 s |
| 2.º | Jos van Emden     | Team Jumbo-Visma | + 2 s           |
| 3.º | Dylan Groenewegen | Team Jumbo-Visma | + 5 s           |
| 4.º | Alex Dowsett      | Katusha-Alpecin  | + 6 s           |
| 5.º | Max Walscheid     | Team Sunweb      | + 6 s           |
| 6.º | Cees Bol          | Team Sunweb      | + 7 s           |
| 7.º | Mads Würtz        | Katusha-Alpecin  | + 13 s          |
| 8.º | Jasper De Buyst   | Lotto-Soudal     | + 16 s          |
| 9.º | Tony Martin       | Team Jumbo-Visma | + 16 s          |
| 10.º | Jenthe Biermans   | Katusha-Alpecin  | + 18 s          |

### 3.ª etapa
| Buchten - Landgraaf | etapa escarpada | (171,4 km) |

| \| Clasificación de la etapa \| Clasificación de la etapa \| Clasificación de la etapa \| Clasificación de la etapa \| Clasificación de la etapa \| \| Ciclista \| Ciclista \| Equipo \| Tiempo \| \| \| ------------------------- \| ------------------------- \| ------------------------- \| ------------------------- \| ------------------------- \| \| 1.º \| Amund Grøndahl Jansen \| Team Jumbo-Visma \| 3 h 54 min 31 s \| \| \| 2.º \| Mike Teunissen \| Team Jumbo-Visma \| + 0 s \| \| \| 3.º \| Mads Würtz \| Katusha-Alpecin \| + 0 s \| \| \| 4.º \| Maurits Lammertink \| Roompot-Charles \| + 0 s \| \| \| 5.º \| Huub Duijn \| Roompot-Charles \| + 0 s \| \| \| 6.º \| Jelle Wallays \| Lotto-Soudal \| + 0 s \| \| \| 7.º \| Jan Bakelants \| Team Sunweb \| + 0 s \| \| \| 8.º \| Jasper De Buyst \| Lotto-Soudal \| + 0 s \| \| \| 9.º \| Dimitri Peyskens \| Wallonie Bruxelles \| + 0 s \| \| \| 10.º \| Bas van der Kooij \| Monkey Town-À Bloc CT \| + 0 s \| \| |                       |                       |                 |
| |                       |                       |                 |
| Fuente: ProCyclingStats |                       |                       |                 |
| Clasificación de la etapa |                       |                       |                 |
| Ciclista | Ciclista              | Equipo                | Tiempo          |
| 1.º | Amund Grøndahl Jansen | Team Jumbo-Visma      | 3 h 54 min 31 s |
| 2.º | Mike Teunissen        | Team Jumbo-Visma      | + 0 s           |
| 3.º | Mads Würtz            | Katusha-Alpecin       | + 0 s           |
| 4.º | Maurits Lammertink    | Roompot-Charles       | + 0 s           |
| 5.º | Huub Duijn            | Roompot-Charles       | + 0 s           |
| 6.º | Jelle Wallays         | Lotto-Soudal          | + 0 s           |
| 7.º | Jan Bakelants         | Team Sunweb           | + 0 s           |
| 8.º | Jasper De Buyst       | Lotto-Soudal          | + 0 s           |
| 9.º | Dimitri Peyskens      | Wallonie Bruxelles    | + 0 s           |
| 10.º | Bas van der Kooij     | Monkey Town-À Bloc CT | + 0 s           |

| \| Clasificación general \| Clasificación general \| Clasificación general \| Clasificación general \| Clasificación general \| \| Ciclista \| Ciclista \| Equipo \| Tiempo \| \| \| --------------------- \| --------------------- \| --------------------- \| --------------------- \| --------------------- \| \| 1.º \| Mike Teunissen \| Team Jumbo-Visma \| 12 h 07 min 23 s \| \| \| 2.º \| Amund Grøndahl Jansen \| Team Jumbo-Visma \| + 13 s \| \| \| 3.º \| Mads Würtz \| Katusha-Alpecin \| + 16 s \| \| \| 4.º \| Jasper De Buyst \| Lotto-Soudal \| + 25 s \| \| \| 5.º \| Jan Bakelants \| Team Sunweb \| + 32 s \| \| \| 6.º \| Maurits Lammertink \| Roompot-Charles \| + 39 s \| \| \| 7.º \| Jos van Emden \| Team Jumbo-Visma \| + 44 s \| \| \| 8.º \| Jelle Wallays \| Lotto-Soudal \| + 46 s \| \| \| 9.º \| Dylan Groenewegen \| Team Jumbo-Visma \| + 47 s \| \| \| 10.º \| Alex Dowsett \| Katusha-Alpecin \| + 48 s \| \| |                       |                  |                  |
| |                       |                  |                  |
| Fuente: ProCyclingStats |                       |                  |                  |
| Clasificación general |                       |                  |                  |
| Ciclista | Ciclista              | Equipo           | Tiempo           |
| 1.º | Mike Teunissen        | Team Jumbo-Visma | 12 h 07 min 23 s |
| 2.º | Amund Grøndahl Jansen | Team Jumbo-Visma | + 13 s           |
| 3.º | Mads Würtz            | Katusha-Alpecin  | + 16 s           |
| 4.º | Jasper De Buyst       | Lotto-Soudal     | + 25 s           |
| 5.º | Jan Bakelants         | Team Sunweb      | + 32 s           |
| 6.º | Maurits Lammertink    | Roompot-Charles  | + 39 s           |
| 7.º | Jos van Emden         | Team Jumbo-Visma | + 44 s           |
| 8.º | Jelle Wallays         | Lotto-Soudal     | + 46 s           |
| 9.º | Dylan Groenewegen     | Team Jumbo-Visma | + 47 s           |
| 10.º | Alex Dowsett          | Katusha-Alpecin  | + 48 s           |

### 4.ª etapa
| Eindhoven - Tilburg | etapa llana | (170,1 km) |

| \| Clasificación de la etapa \| Clasificación de la etapa \| Clasificación de la etapa \| Clasificación de la etapa \| Clasificación de la etapa \| \| Ciclista \| Ciclista \| Equipo \| Tiempo \| \| \| ------------------------- \| ------------------------- \| ------------------------- \| ------------------------- \| ------------------------- \| \| 1.º \| Caleb Ewan \| Lotto-Soudal \| 3 h 53 min 24 s \| \| \| 2.º \| Max Walscheid \| Team Sunweb \| + 0 s \| \| \| 3.º \| Dylan Groenewegen \| Team Jumbo-Visma \| + 0 s \| \| \| 4.º \| Arvid de Kleijn \| Metec-TKH-Mantel \| + 0 s \| \| \| 5.º \| Emīls Liepiņš \| Wallonie Bruxelles \| + 0 s \| \| \| 6.º \| Cameron Scott \| Pro Racing Sunshine Coast \| + 0 s \| \| \| 7.º \| Bas van der Kooij \| Monkey Town-À Bloc CT \| + 0 s \| \| \| 8.º \| Michael Van Staeyen \| Roompot-Charles \| + 0 s \| \| \| 9.º \| Daniel López Parada \| Burgos-BH \| + 0 s \| \| \| 10.º \| Manuel Peñalver \| Burgos-BH \| + 0 s \| \| |                     |                           |                 |
| |                     |                           |                 |
| Fuente: ProCyclingStats |                     |                           |                 |
| Clasificación de la etapa |                     |                           |                 |
| Ciclista | Ciclista            | Equipo                    | Tiempo          |
| 1.º | Caleb Ewan          | Lotto-Soudal              | 3 h 53 min 24 s |
| 2.º | Max Walscheid       | Team Sunweb               | + 0 s           |
| 3.º | Dylan Groenewegen   | Team Jumbo-Visma          | + 0 s           |
| 4.º | Arvid de Kleijn     | Metec-TKH-Mantel          | + 0 s           |
| 5.º | Emīls Liepiņš       | Wallonie Bruxelles        | + 0 s           |
| 6.º | Cameron Scott       | Pro Racing Sunshine Coast | + 0 s           |
| 7.º | Bas van der Kooij   | Monkey Town-À Bloc CT     | + 0 s           |
| 8.º | Michael Van Staeyen | Roompot-Charles           | + 0 s           |
| 9.º | Daniel López Parada | Burgos-BH                 | + 0 s           |
| 10.º | Manuel Peñalver     | Burgos-BH                 | + 0 s           |

## Clasificaciones finales
- Las clasificaciones finalizaron de la siguiente forma:[4]

### Clasificación general
| \| Clasificación general \| Clasificación general \| Clasificación general \| Clasificación general \| Clasificación general \| \| Ciclista \| Ciclista \| Equipo \| Tiempo \| \| \| --------------------- \| --------------------- \| --------------------- \| --------------------- \| --------------------- \| \| 1.º \| Mike Teunissen \| Team Jumbo-Visma \| 16 h 00 min 47 s \| \| \| 2.º \| Amund Grøndahl Jansen \| Team Jumbo-Visma \| + 14 s \| \| \| 3.º \| Mads Würtz \| Katusha-Alpecin \| + 16 s \| \| \| 4.º \| Jasper De Buyst \| Lotto-Soudal \| + 25 s \| \| \| 5.º \| Jan Bakelants \| Team Sunweb \| + 32 s \| \| \| 6.º \| Maurits Lammertink \| Roompot-Charles \| + 39 s \| \| \| 7.º \| Dylan Groenewegen \| Team Jumbo-Visma \| + 43 s \| \| \| 8.º \| Jos van Emden \| Team Jumbo-Visma \| + 44 s \| \| \| 9.º \| Jelle Wallays \| Lotto-Soudal \| + 46 s \| \| \| 10.º \| Alex Dowsett \| Katusha-Alpecin \| + 48 s \| \| |                       |                  |                  |
| |                       |                  |                  |
| |                       |                  |                  |
| Clasificación general |                       |                  |                  |
| Ciclista | Ciclista              | Equipo           | Tiempo           |
| 1.º | Mike Teunissen        | Team Jumbo-Visma | 16 h 00 min 47 s |
| 2.º | Amund Grøndahl Jansen | Team Jumbo-Visma | + 14 s           |
| 3.º | Mads Würtz            | Katusha-Alpecin  | + 16 s           |
| 4.º | Jasper De Buyst       | Lotto-Soudal     | + 25 s           |
| 5.º | Jan Bakelants         | Team Sunweb      | + 32 s           |
| 6.º | Maurits Lammertink    | Roompot-Charles  | + 39 s           |
| 7.º | Dylan Groenewegen     | Team Jumbo-Visma | + 43 s           |
| 8.º | Jos van Emden         | Team Jumbo-Visma | + 44 s           |
| 9.º | Jelle Wallays         | Lotto-Soudal     | + 46 s           |
| 10.º | Alex Dowsett          | Katusha-Alpecin  | + 48 s           |

### Clasificación de los puntos
| Clasificación por puntos | Clasificación por puntos | Clasificación por puntos | Clasificación por puntos | Clasificación por puntos |
| Ciclista                 | Ciclista                 | Equipo                   | Puntos                   |                          |
| ------------------------ | ------------------------ | ------------------------ | ------------------------ | ------------------------ |
| 1.º                      | Dylan Groenewegen        | Team Jumbo-Visma         | 40 pts                   |                          |
| 2.º                      | Caleb Ewan               | Lotto-Soudal             | 37 pts                   |                          |
| 3.º                      | Mike Teunissen           | Team Jumbo-Visma         | 25 pts                   |                          |

### Clasificación de los jóvenes
| Clasificación del mejor joven | Clasificación del mejor joven | Clasificación del mejor joven | Clasificación del mejor joven | Clasificación del mejor joven |
| Ciclista                      | Ciclista                      | Equipo                        | Tiempo                        |                               |
| ----------------------------- | ----------------------------- | ----------------------------- | ----------------------------- | ----------------------------- |
| 1.º                           | Rasmus Byriel Iversen         | Lotto-Soudal                  | 16 h 01 min 57 s              |                               |
| 2.º                           | Aaron Van Poucke              | Sport Vlaanderen-Baloise      | + 9 s                         |                               |
| 3.º                           | Lars van den Berg             | Metec-TKH-Mantel              | + 18 s                        |                               |

### Clasificación por equipos
| Clasificación por equipos | Clasificación por equipos | Clasificación por equipos | Clasificación por equipos |
| Equipo                    | Equipo                    | Tiempo                    |                           |
| ------------------------- | ------------------------- | ------------------------- | ------------------------- |
| 1.º                       | Team Jumbo-Visma          | 48 h 03 min 29 s          |                           |
| 2.º                       | Lotto Soudal              | + 53 s                    |                           |
| 3.º                       | Katusha-Alpecin           | + 1 min 02 s              |                           |

## Evolución de las clasificaciones
| Etapa                   | Vencedor                | Clasificación general | Clasificación de los puntos | Clasificación de los jóvenes | Clasificación por equipos |
| ----------------------- | ----------------------- | --------------------- | --------------------------- | ---------------------------- | ------------------------- |
| Prólogo                 | Jos van Emden           | Jos van Emden         | no se entregó               | Rasmus Byriel Iversen        | Jumbo-Visma               |
| 1.ª                     | Dylan Groenewegen       | Jos van Emden         | Dylan Groenewegen           | Rasmus Byriel Iversen        | Jumbo-Visma               |
| 2.ª                     | Dylan Groenewegen       | Mike Teunissen        | Dylan Groenewegen           | Rasmus Byriel Iversen        | Jumbo-Visma               |
| 3.ª                     | Amund Grøndahl Jansen   | Mike Teunissen        | Dylan Groenewegen           | Rasmus Byriel Iversen        | Jumbo-Visma               |
| 4.ª                     | Caleb Ewan              | Mike Teunissen        | Dylan Groenewegen           | Rasmus Byriel Iversen        | Jumbo-Visma               |
| Clasificaciones finales | Clasificaciones finales | Mike Teunissen        | Dylan Groenewegen           | Rasmus Byriel Iversen        | Jumbo-Visma               |

## UCI World Ranking
El ZLM Tour otorgó puntos para el UCI World Ranking para corredores de los equipos en las categorías UCI WorldTeam, Profesional Continental y Equipos Continentales. Las siguientes tablas son el baremo de puntuación y los 10 corredores que obtuvieron más puntos:
| Posición              | 1.º | 2.º | 3.º | 4.º | 5.º | 6.º | 7.º | 8.º | 9.º | 10.º | 11.º | 12.º | 13.º-15.º | 16.º-25.º |
| Clasificación general | 125 | 85  | 70  | 60  | 50  | 40  | 35  | 30  | 25  | 20   | 15   | 10   | 5         | 3         |
| Por etapa             | 14  | 5   | 3   |     |     |     |     |     |     |      |      |      |           |           |
| Líder                 | 3   |     |     |     |     |     |     |     |     |      |      |      |           |           |

| Clasificación |                       |                 |         |       |       |       |
| Posición      | Ciclista              | Equipo          | General | Etapa | Líder | Total |
| ------------- | --------------------- | --------------- | ------- | ----- | ----- | ----- |
| 1.º           | Mike Teunissen        | Jumbo-Visma     | 125     | 13    | 6     | 144   |
| 2.º           | Amund Grøndahl Jansen | Jumbo-Visma     | 85      | 14    | -     | 99    |
| 3.º           | Mads Würtz Schmidt    | Katusha-Alpecin | 70      | 3     | -     | 73    |
| 4.º           | Dylan Groenewegen     | Jumbo-Visma     | 35      | 31    | -     | 66    |
| 5.º           | Jasper De Buyst       | Lotto Soudal    | 60      | -     | -     | 60    |
| 6.º           | Jan Bakelants         | Sunweb          | 50      | -     | -     | 50    |
| 7.º           | Jos van Emden         | Jumbo-Visma     | 30      | 14    | 6     | 50    |
| 8.º           | Maurits Lammertink    | Roompot-Charles | 40      | -     | -     | 40    |
| 9.º           | Jelle Wallays         | Lotto Soudal    | 25      | -     | -     | 25    |
| 10.º          | Caleb Ewan            | Lotto Soudal    | -       | 22    | -     | 22    |